# Leucauge ungulata
Leucauge ungulata este o specie de păianjeni din genul Leucauge, familia Tetragnathidae. A fost descrisă pentru prima dată de Karsch, 1879. Conform Catalogue of Life specia Leucauge ungulata nu are subspecii cunoscute.